# Championnat du monde de roller in line hockey FIRS 2000
L'édition 2000 du championnat du monde de roller in line hockey fut la 6e édition organisée par la Fédération internationale de roller sport, et s'est déroulé à Amiens (France) au Coliséum.

## Équipes engagées
| - Allemagne - Argentine - Australie | - Belgique - Brésil - Espagne | - États-Unis - France - Royaume-Uni | - Israël - Italie - Mexique | - République tchèque - Suisse |

## Bilan
| 1 | États-Unis         | Médaille d'or      |
| 2 | Suisse             | Médaille d'argent  |
| 3 | République tchèque | Médaille de bronze |